# إدريس المأمون
أبو العلا المأمون إدريس بن المنصور (581 - 630 هـ) خليفة موحدي حكم بلاد المغرب والأندلس بين 1227 - 1232.
ولد بمدينة مالقة سنة 581 هـ (1185 م)، وأمه حرة هي صفية ابنة أمير الشرق محمد بن سعد بن مردنيش، وكان المأمون صنو أبيه المنصور في صفاته العلمية. فقد كان فقيهاً حافظاً، ضابطاً للرواية، متمكناً من علوم الدين، إماماً في اللغة، أديباً واسع المعرفة بالأدب والسير، كاتباً بليغاً، متين البيان، وشاعراً محسناً، وكان يعنى عناية خاصة بتدريس كتاب البخاري، وكتاب الموطأ، وسنن أبي داود. وكان فوق ذلك حاكماً مقتدراً، بارعاً في الإدارة ومعالجة الشؤون، ذكياً وافر الهمة والعزم. ويجمل ابن الخطيب صفاته في قوله: «كان رحمه الله شهماً، شجاعاً جريئاً، بعيد الهمة، نافذ العزيمة، قوي الشكيمة، لبيباً، كاتباً أديباً، فصيحاً، بليغاً، أبياً، جواداً، حازماً». بيد أنه كان في نفس الوقت صارماً، سفاكاً للدماء.

## مسيرته
بعد أن تولى يحيى بن محمد الناصر الحكم وتلقيبه المعتصم بالله رفض عمه أبو العلاء إدريس بن يعقوب المنصور الاعتراف ببيعته، وبايع أهل الأندلس أبو العلاء وتلقب بالمأمون وانقسمت دولة الموحدين على نفسها: دولة في الأندلس ودولة في المغرب.

### حملة المغرب
توجه المأمون إلى المغرب لانتزاع الملك من ابن أخيه والانتقام ممن قتلوا أخاه الملك العادل واستعان بجيش من الأسبان وكانت أمه منهم وقد أمده به الملك الإسباني فرناندو الثالث ملك قشتالة لقاء شروط منها أن يعطيه عشرة حصون مما يلي إشبيلية وأن يبني لجنده الأسبان كنيسة في مراكش إذا دخلها وأن من أسلم من جنده لا يقبل إسلامه.
وقد تمكن المأمون من اقتحام مراكش فهزم ابن أخيه يحيى المعتصم بالله وقتل شيوخ الموحدين الذين بايعوه. ونفذ المأمون شروط الملك الإسباني فسلمه الحصون العشرة وبنى في مراكش كنيسة لجنده الأسبان.
وبايعه حاكم فاس وحاكم تلمسان وحاكم سبتة وحاكم بجاية. وقتل المأمون أشياخ الموحدين الذين خالفوه، وكانوا أكثر من مائة، فقضى بهذا الأسلوب على خلاصة الزعامة الموحدية.

### حصار سبتة
ولم يلبث أن ثار عليه أخوه أبو موسى عمران بن يعقوب أمير سبتة فتوجه لقتاله وحاصره، وفي غيابه بهذا الحصار عاد ابن أخيه يحيى ومعه جموع من العرب والبربر ودخلوا مراكش وعاد المأمون مسرعا ومات في الطريق سنة 630 هـ وبويع من بعده ابنه عبد الواحد الرشيد.

## تبرأه من عقيدة ابن تومرت
عندما دخل عام 626 هـ/1228م حاضرة مراكش بقوات مسيحية مكونة من خمسة عشر ألف فارس من اشبيلية، تبرأ إدريس من عقيدة المهدي، وكتب برسالة على شكل بيان تبرأ فيه مما كان عليه حال الموحدين ودولتهم من عهد ابن تومرت إلى عهده ونوه بأن أبو يوسف يعقوب المنصور كان قد عزم على ذلك الأمر لولا أجله، فقام بمحو اسم المهدي من السكة والخطبة وإلغاء النعي عليه في النداء للصلاة باللغة الآمازيغية وإلغاء زيادة النداء لطلوع الفجر وهو: «أصبح ولله الحمد» وغير ذلك من السنن التي اختص بها المهدي وعبد المؤمن.

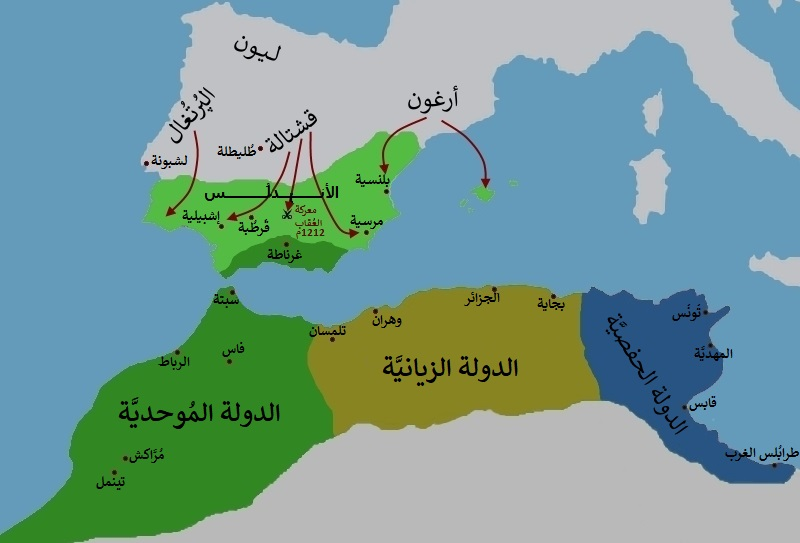
دولة الموحدين في عهد المأمون

إلى الطلبة والأشراف والأعيان والكافة، ومن معهم من المؤمنين والمسلمين أوزعهم شُكر أنعمه، ولا أعدمهم طلاقة أوجهِ الأيام الِوسام. وإنا كتبناه إليكم ـ كتب الله لكم عملا مُنقادا، وسعدا وقَّادا، وخاطرا سليما، لا يزال على الطاعة مُقيما، من حضرة مراكش ـ كلأها الله تعالى ـ وللحق لسان ساطع، وحسام قاطع، وقضاء لا يرد، وباب لا يسد، وظِلالٌ على الآفاق تمحو النفاق وبعد: فالذي نوصيكم به تقوى الله العظيم، والاستعانة به، والتوكل عليه. ولتعلموا أنا نبذنا الباطل وأظهرنا الحق، وأن لا مهدي إلا عيسى بن مريم، روح الله، وما سمي: مهديا إلا لأنه تكلم في المهد. فتلك بدعة قد أزلناها، والله يعيننا على هذه القلادة التي تقلَّدناها. وقد أزلنا لفظ العصمة عمن لا تثبت له عصمة، فلذلك أزلنا عنه رسمه، فيمحى ويسقط ولا يثبت. وقد كان سيدنا المنصور ـ رضي الله عنه ـ هم أن يصدع بما به الآن صدعنا، وأن يرقع للأمة الخرق الذي رقعنا، فلم يُساعده لذلك أملُه، ولا أجَّله إليه أجلُه، فقدم على رأيه بصدق نية وخالص طِوَّية. وإذا كانت العصمة لا تثبت عند العلماء للصحابة، فما الظنُّ بمن لم يدِر بأي يدٍ يأخذ كتابَه. أُفٍّ لهم قد ضَلوا وأَضَلُّوا، ولذلك َولُّوا وذُلُّوا، ما تكون لهم الحجة على تلك المَحَجَّة؟!.
اللهم اشهد أنا قد تبرأنا منهم تبرؤ أهل الجنة من أهل النار، ونعوذ بك ياجبارُ من فِعْلِهم الّرَّثِيثِ، ولأَمِرهم الخبيث.